# Conus cloveri
Espèce
Statut de conservation UICN

 EN B1ab(iii)+2ab(iii) : En danger
Conus cloveri est une espèce de mollusques gastéropodes marins de la famille des Conidae.
Comme toutes les espèces du genre Conus, ces escargots sont prédateurs et venimeux. Ils sont capables de « piquer » les humains et doivent donc être manipulés avec précaution, voire pas du tout.

## Description
La taille de la coquille varie entre 15 mm et 42 mm.

## Distribution
Cette espèce est présente dans l'océan Atlantique au large du Sénégal.

### Niveau de risque d’extinction de l’espèce
Selon l'analyse de l'UICN réalisée en 2011 pour la définition du niveau de risque d'extinction, la longueur de la côte le long de laquelle cette espèce est présente est estimée à environ 80-90 km, avec 5 sous-populations reconnues dans la région. L'espèce est normalement rare dans les échantillons. Elle est soumise à de multiples menaces compatibles avec l'occupation d'un habitat à proximité et autour d'un grand centre industriel et commercial. L'espèce est considérée comme étant en danger B1ab(iii)+2ab(iii).

## Taxonomie

### Publication originale
L'espèce Conus cloveri a été décrite pour la première fois en 1978 par le malacologiste américain Jerry Glenn Walls dans la publication intitulée « The Pariah »,.

### Synonymes
- Conus (Lautoconus) cloveri Walls, 1978 · non accepté
- Conus soaresi Trovão, 1978 · non accepté
- Lautoconus cloveri (Walls, 1978) · non accepté
- Varioconus cloveri (Walls, 1978) · appellation alternative

## Identifiants taxonomiques
Chaque taxon catalogué par les bases de données biologiques et taxonomiques possède un identifiant qui permet d'établir un point de référence. Les identifiants de Conus cloveri dans les principales bases sont les suivants :
BOLD : 901909 - CoL : XX6S - GBIF : 5728401 - iNaturalist : 150324 - IRMNG : 10809798 - TAXREF : 94349 - UICN : 192687 - WoRMS : 224297